# 鲁瓦费
鲁瓦费（法語：Roiffé，法語發音：[ʁwafe]）是法国新阿基坦大区维埃纳省的一个市镇，位于该省西北部，属于沙泰勒罗区。

## 地理
鲁瓦费（47°7'29"N, 0°3'8"E）面积24.3 平方千米，位于法国新阿基坦大区维埃纳省，该省份为法国中西部省份，北起曼恩-卢瓦尔省和安德尔-卢瓦尔省，西接德塞夫勒省，南至夏朗德省，东南接上维埃纳省，东临安德尔省。
与鲁瓦费接壤的市镇（或旧市镇、城区）包括：丰特夫罗拉拜、库济耶、莱尔内、布尔南、拉莱、赛村、莱特鲁瓦穆捷。

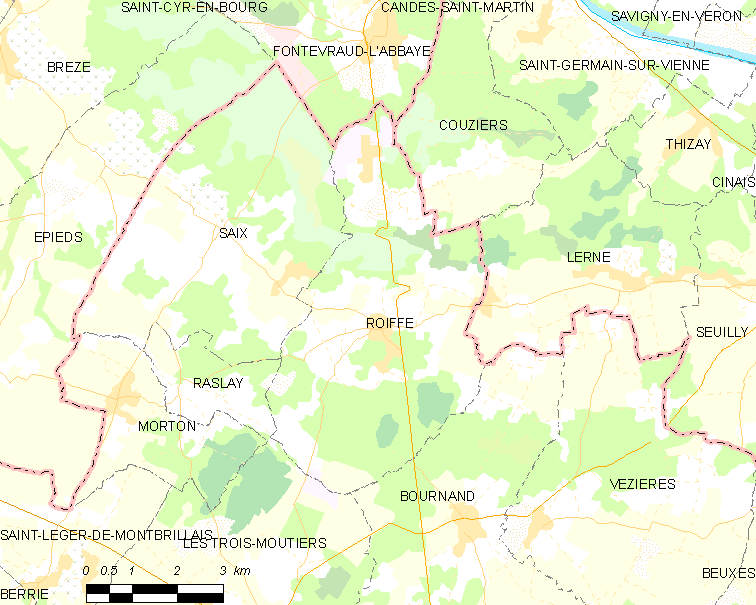
鲁瓦费的OSM定位图

鲁瓦费的时区为UTC+01:00、UTC+02:00（夏令时）。

## 行政
鲁瓦费的邮政编码为86120，INSEE市镇编码为86210。

## 政治
鲁瓦费所属的省级选区为卢丹县。

## 人口

1962-2008年间鲁瓦费人口变化图示

鲁瓦费于2022年1月1日时的人口数量为748人。